# Клоун Доинк

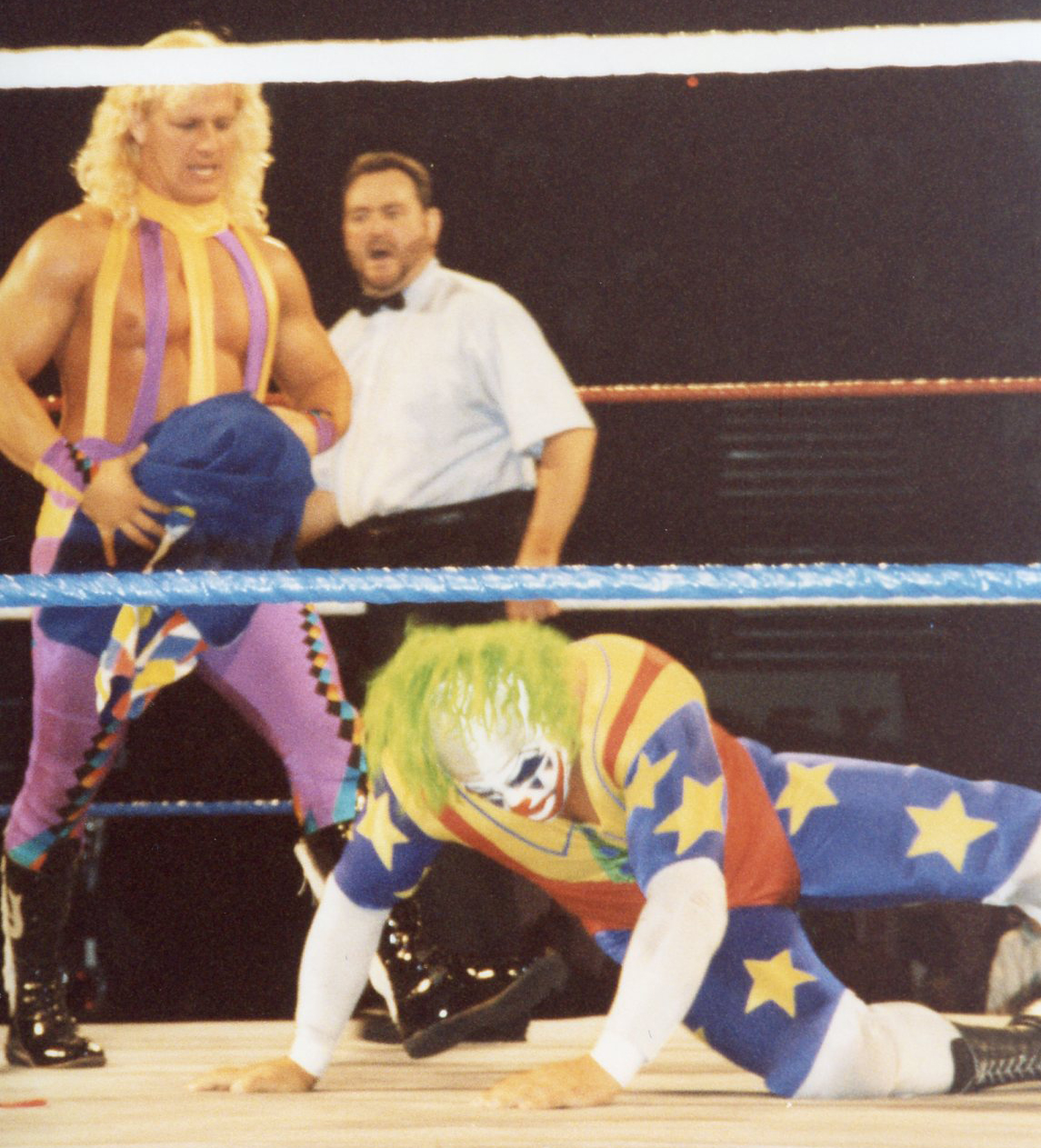
Доинк (лежит) борется с Джеффом Джарреттом в 1994 году

Кло́ун До́инк (англ. Doink the Clown) — персонаж в рестлинге, которого первоначально и наиболее популярно изображал Мэтт Осборн, дебютировавший в образе Доинка в World Wrestling Federation (WWF) в 1992 году. Доинк — это клоун (или злой клоун) в традиционном клоунском гриме и яркой разноцветной одежде. Помимо Борна, Доинка периодически изображали и другие рестлеры в WWF (ныне WWE) и неофициально на независимой сцене.

## История персонажа

### World Wrestling Federation
Бывший продюсер WWE Брюс Причард в интервью «Шоу Стива Остина», что Майкл Хегстранд изначально задумал идею персонажа несчастного клоуна.
После появления в конце 1992 года в толпе и на ринге, разыгрывая фанатов и рестлеров, персонаж Доинка дебютировал на ринге в WWF в 1993 году, первоначально выступая как хил. Доинк жестоко шутил как с фанатами, так и с рестлерами, чтобы развлечься самому и застать жертву врасплох. Среди его злодейских выходок — подставить подножку Биг Босс Мену, случайно ткнуть Татанку в глаз шваброй, вылить воду на Марти Джаннетти и напасть на Краша с протезом руки. Он сразился с Крашем на WrestleMania IX, в матче, который он выиграл после появления из-под ринга идентичного Доинка (в исполнении Стива Кейрна). Доинк также боролся с Рэнди Сэвиджем на Monday Night Raw и заменил Джерри Лоулера, который симулировал травму, в матче против Брета Харта на SummerSlam в 1993 году.
Затем Доинк выступил против Лоулера в эпизоде WWF Wrestling Challenge от 26 сентября в сегменте The King’s Court, где Лоулер шутил про Burger King, чтобы развлечь толпу, и в итоге вылил на Лоулера ведро воды. Мэтт Осборн, первоначальный человек, стоявший за Доинком, был уволен за неоднократное злоупотребление наркотиками, и в конце концов оставил этот образ Рэю Ликамели (также известному как Рэй Аполло). Теперь, будучи фейсом и выступаю с клоуном-карликом Динком, Доинк был скорее персонажем комического плана, но продолжал разыгрывать других рестлеров (хотя скорее безобидно и глупо, чем откровенно жестоко), в основном таких хилов, как Лоулер и Бобби Хинан. Доинк и Динк также сражались с Бам Бам Бигелоу и Луной Вашон во вражде, кульминацией которой стала WrestleMania X. Позже Доинк снова встретится с Джерри Лоулером в матче на Survivor Series. В этом матче Доинк и Динк объединились с Винком и Пинком, чтобы встретиться с командой карликов Лоулера — «маленькими королями» Квизи, Чизи и Слизи. В конце концов, Доинк стал джоббером, регулярно проигрывая таким рестлерам, как Джефф Джарретт, Хакуши, Уэйлон Мерси и, в своём последнем телевизионном матче в сентябре 1995 года, Хантеру Херсту Хелмсли. В последний раз Доинк появился в 1997 году на церемонии вручения Slammy Awards и был атакован Стивом Остином под скандирование толпы «убей клоуна».

### Midwest Territorial Wrestling
Доинк (Мэтт Осборн) также провёл несколько матчей в 1994 году в юго-восточном Мичигане. Он сразился с Бастионом Бугером 14 июля 1994 года в Порт-Гуроне, Мичиган. Он также боролся вместе с другими известными ныне именами, такими как Эл Сноу и Терри Фанк, когда выступал в MTW.

### Extreme Championship Wrestling
После своего ухода из WWF Осборн появился (как Мэтт Борн) в Extreme Championship Wrestling (ECW) на несколько матчей в образе Доинка в сине-зелёном клоунском костюме, создав тем самым сюжет, в котором чемпион ECW Шейн Даглас критиковал Винса Макмэна за превращение такого талантливого рестлера, как Борн, в комического персонажа, и утверждал, что он знает, как раскрыть весь потенциал Борна. Затем Борн несколько раз выступал перед Дагласом в роли «самого себя», с лицом, наполовину раскрашенным гримом Доинка. Его поведение намекало на то, что у него развилось пограничное расстройство личности из-за того, что его заставили выступать в качестве клоуна; после победных матчей он одевал своих противников в клоунские аксессуары, чтобы унизить их.

### World Wrestling Entertainment
С 1997 года Доинк спорадически появлялся в World Wrestling Federation (с 2002 года WWE). Рэй Аполло вернулся и изобразил Доинка в «Королевской битве образов» на WrestleMania X-Seven. 10 декабря 2007 года Доинк в исполнении Мэтта Борна участвовал в матче на специальном эпизоде Raw, посвящённого 15-летию.
Ник Динсмор появился в образе Доинка в матче A.P.A. Bar Room Brawl на Vengeance в 2003 году. Он был выбран Райно для встречи с Крисом Бенуа на SmackDown 31 июля 2003 года.
Стив Ломбарди в образе Доинка сразился с Робом Конвеем на октябрьском эпизоде Raw в 2005 году. 2 июня 2007 года Доинк, Юджин и Кейн победили Умагу, Висцеру и Кевина Торна на шоу Saturday Night’s Main Event XXXIV. На Raw 12 июля 2010 года Доинк в команде с Уильямом Ригалом, Примо и Заком Райдером проиграл Сантино Марелле, Голдасту, Владимиру Козлову и Великому Кали. На Raw 2 июля 2012 года он неожиданно вернулся и проиграл Хиту Слейтеру. Он вновь появился 23 июля, вместе с несколькими другими бывшими рестлерами WWE, чтобы помочь Лите победить Слейтера на тысячном эпизоде Raw.

### Независимая сцена
В начале 2010 года Осборн переосмыслил персонажа Доинка, сделав его похожим на Джокера, которого Хит Леджер изобразил в фильме «Тёмный рыцарь», назвав это воплощение Reborne Again. Дебют нового персонажа состоялся 27 марта на ISPW в Нью-Джерси. 23 мая 2010 года клоун Доинк, изображённый Дасти Вульфом, вмешался в бой против Скандора Акбара и Доктора Наклза и Роммеля. Это привело к тому, что они потеряли титул чемпиона Wrecking Ball Wrestling. В отместку Акбар вызвал оригинального Доинка Мэтта Борна. Встреча Вульфа и Борна была запланирована на 15 августа, но Вульф так и не приехал на мероприятие. 8 августа 2010 года Борн, как клоун Доинк, выиграл титул чемпиона Wrecking Ball Wrestling.

## Участники
- Мэтт Осборн — оригинальный Доинк, покинул WWF в декабре 1993 года и умер 28 июня 2013 года.
- Стив Кейрн — выступал как «иллюзорный» Доинк на WrestleMania IX и иногда как настоящий Доинк на домашних шоу.
- Стив Ломбарди — иногда выступал в роли Доинка на домашних шоу и одевался как Доинк для различных выступлений WWE.
- Рэй Ликамели (Рэй Аполло) — выступал как Доинк в WWF после ухода Осборна из компании.
- Дасти Вулф — выступал в качестве Доинка в NWA и других инди-промоушенах.
- Марк Старр — боролся с Грегом Валентайном в октябре 1994 года в National Wrestling Conference.
- Эйс Дарлинг — боролся со Скотти Фламинго как Доинк на шоу Smoky Mountain Wrestling в ноябре 1994 года.
- Юджин — выступал как Доинк на эпизоде SmackDown! 31 июля 2003 года, проиграв Крису Бенуа.
- Джефф Джарретт однажды переоделся в Доинка, чтобы подшутить над Динком.
- «Мужчины на задании» и «Бушвакеры» выступали как «Четыре Доинка» на Survivor Series 1993 года.
- Крис Джерико принял облик Доинка, чтобы устроить засаду на Уильяма Ригала.

## В других медиа
Доинк — играбельный персонаж в видеоигре WWF Raw от Acclaim 1994 года, WWF WrestleMania: The Arcade Game от Midway (1995) и SmackDown vs. Raw 2009 от THQ (2008, как DLC). Доинк также был представлен в качестве DLC после для игры WWE 2K Battlegrounds (2020).

## Титулы и достижения
- Allied Powers Wrestling Federation
  - Телевизионный чемпион APWF (1 раз)[15]
- International Wrestling Association
  - Чемпион Соединённых Штатов IWA в тяжёлом весе (1 раз)[15]
- NWA Southwest
  - Телевизионный чемпион NWA Юго-Запада (1 раз)[16]
- Pro Wrestling Illustrated
  - № 26 в топ 500 рестлеров в рейтинге PWI 500 в 1992[17]
- Regional Championship Wrestling
  - Командный чемпион Соединённых Штатов RCW (1 раз) — с Джеем Лавом[15]
- Wrecking Ball Wrestling
  - Чемпион WBW в тяжёлом весе (1 раз)[14]
- Wrestling Observer Newsletter
  - Самый позорный рестлер (1994)
  - Худшая вражда года (1994) пр. Джерри Лоулера
  - Худший матч года (1994) с Динком, Пинком и Винком против Джерри Лоулера, Квизи, Чизи и Слизи на Survivor Series